# António Plácido da Costa
António Plácido da Costa (Covilhã, 1 de Setembro de 1848 – 1915) foi um médico português.

## Biografia
Concluiu o curso na Escola Médico-Cirúrgica do Porto em 1879, nela leccionando a partir de 1883.
Especializou-se em oftalmologia, sendo pioneiro de microbiologia médica em Portugal. Inventou alguns aparelhos, como foi o caso do astigmatoscópio explorador.
A sua actividade na terapia de problemas dos olhos deu origem a um invento que ainda hoje é conhecido como disco de Plácido, que facilitou o diagnóstico e tratamento de doenças da córnea.
Traduziu do francês para português o livro As grandes invenções antigas e modernas (Livraria Internacional de Ernesto Chardron, 1873) de Louis Figuier, que também era médico de formação.